# 奥斯-马尔西永
奥斯-马尔西永（法語：Os-Marsillon，法語發音：[ɔs maʁsijɔ̃]）是法国大西洋比利牛斯省的一个市镇，属于波城区。该市镇于1841年由原市镇奥斯（Os）和马尔西永（Marsillon）合并而成。

## 地理
奥斯-马尔西永（43°23'20"N, 0°36'56"W）面积5.45 平方千米，位于法国新阿基坦大区大西洋比利牛斯省，该省份为法国东南部省份，涵盖了贝阿恩与北巴斯克，西临大西洋比斯開灣，北至朗德省，东北接热尔省，东临上比利牛斯省，南与西班牙接壤。
与奥斯-马尔西永接壤的市镇（或旧市镇、城区）包括：阿比多斯、阿尔蒂克斯、拉克、拉戈尔、穆朗克斯、诺盖尔、帕尔迪、拉乌尔卡德、拉克。
奥斯-马尔西永的时区为UTC+01:00、UTC+02:00（夏令时）。

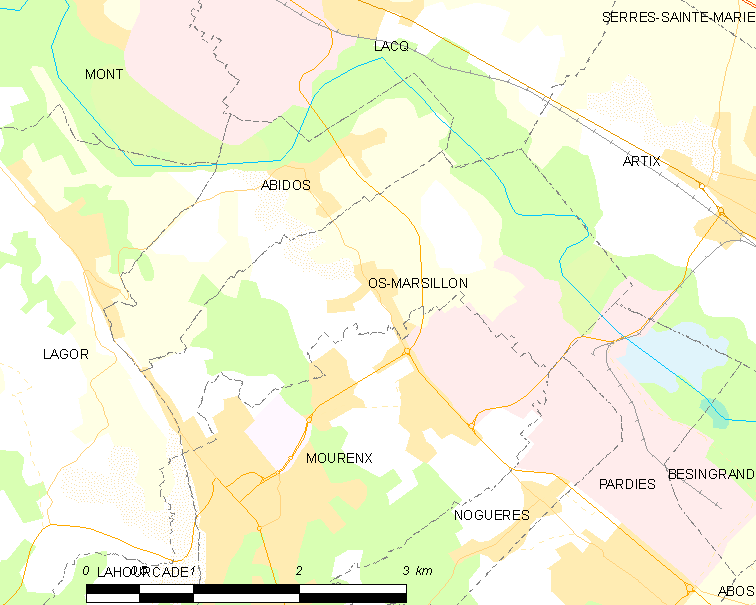
奥斯-马尔西永的OSM定位图

## 行政
奥斯-马尔西永的邮政编码为64150，INSEE市镇编码为64431。

## 政治
奥斯-马尔西永所属的省级选区为贝阿恩中心县。

## 人口

1962-2008年间奥斯-马尔西永人口变化图示

奥斯-马尔西永于2022年1月1日时的人口数量为548人。